# Mariusz Linke
Mariusz Ryszard Linke (ur. 31 lipca 1969 w Zielonej Górze, zm. 30 maja 2022 w Szczecinie) – polski zawodnik mieszanych sztuk walki (MMA). Jeden z najbardziej utytułowanych zawodników brazylijskiego jiu-jitsu w Polsce oraz judoka. Był pierwszym Polakiem który otrzymał czarny pas w BJJ (IV dan). Oprócz tego był posiadaczem czarnego pasa w judo (V dan). Jego młodszy brat Maciej Linke również jest utytułowanym zawodnikiem BJJ.

## Życiorys i kariera BJJ
W 1999 roku założył klub Berserker’s Team Poland w Szczecinie razem z bratem Maciejem, Piotrem Bagińskim oraz Robertem Siedziako. W 2000 roku Linke wygrał swoje pierwsze duże zawody w BJJ. Na Bad Boy Cup w Göteborgu zajął pierwsze miejsce w wadze 95 kg.
Rok później na tych samych zawodach zajął 3. miejsce w wadze 85 kg. Przez kolejne lata był wielokrotnym tryumfatorem i medalistą zawodów w BJJ na terenie Europy oraz Brazylii. W 2004 roku wraz z bratem postanowił odejść z klubu Berserkers Team i założyć swój – Linke Gold Team. W 2019 roku nazwa klubu została zmieniona na Macaco Gold Team – Linke Bros
Wraz z rozwojem klubu Linke zwyciężał w bardziej prestiżowych turniejach w BJJ. W 2006 roku zdobywał m.in. złote medale na Mistrzostwach Europy w BJJ w Lizbonie w kat. -85 kg. oraz open. Następne lata to kolejne sukcesy na arenie międzynarodowej. Zdobywał m.in. srebrny medal na Mundialu organizowanym przez Brazylijską federację CBJJE w kat. do 82,3 kg w 2008 roku, złote medale na zawodach NAGA World Championship w kat. do 87 kg oraz do 77 kg w 2009 roku oraz kolejnych edycjach turniejów organizowanych przez CBJJE.
30 stycznia 2012 roku zdobył złoty medal na Mistrzostwach Europy BJJ IBJJF w Lizbonie w kat. ciężkiej. W kwietniu 2015 na organizowanych w Rzymie Mistrzostwach Europy No-Gi zdobył aż cztery złote medale, zaś we wrześniu tego samego roku zajął dwukrotnie 1. miejsce na prestiżowych Mistrzostwach Panamerykańskich No-Gi.
Zmarł 30 maja 2022 w szpitalu, w wyniku gronkowca który wywołał zapalenie mięśnia sercowego. Urna z prochami utytułowanego zawodnika i trenera, została złożona 3 czerwca 2022 na cmentarzu Centralnym w Szczecinie.

## Kariera MMA
Swoją pierwszą walkę w formule MMA stoczył 14 grudnia 2001 roku, a jego przeciwnikiem był Sławomir Zakrzewski. Linke wygrał pojedynek poddając przeciwnika trójkątnym duszeniem. Walka trwała prawie 24 minuty.
W latach 2003–2010, walczył głównie na polskich mniejszych galach i turniejach MMA. Wygrywał dziesięciokrotnie, poddając dziewięciu przeciwników oraz raz nokautując rywala.
2 października 2010 roku Linke stoczył walkę w Stanach Zjednoczonych na gali Brick City Fighting Championship. Przeciwnikiem jego był Gregor Gracie, ze słynnej rodziny zawodników BJJ Gracie. Mariusz musiał uznać wyższość rywala, który poddał go w pierwszej rundzie przez duszenie zza pleców.
8 grudnia 2013 pokonał Dawida Potocznego przed czasem po czym ogłosił zakończenie kariery MMA.
18 listopada 2017 Mariusz Linke miał stoczyć pojedynek na Bebson Arenie 3 w Bielawie z Dawidem Harasiem, lecz przeciwnik nie stawił się na gali.

## Osiągnięcia[12]

### Brazylijskie Jiu-Jitsu
- Pięciokrotny zwycięzca polskiej Ligi Bjj
- 2000: III Puchar Świata – 1. miejsce w kat. 85 kg (klasa elita)
- 2000: Bad Boy Cup – 1. miejsce w kat. 95 kg (Göteborg)
- 2001: Bad Boy Cup – 3. miejsce w kat. 85 kg (Göteborg)
- 2001: Mistrzostwa Europy IBJJF – 1. miejsce w kat. -85 kg (Lizbona)
- Otwarte Mistrzostwa Niemiec – 1. miejsce
- Otwarte Mistrzostwa São Paulo – Paulista – 3. miejsce
- 2005: Mundial Master & Senior – 2. miejsce w kat. -85 kg
- Otwarte Mistrzostwa Belgii Gracie Barra Cup – 1. miejsce
- Mistrzostwa São Paulo – Hammer Academy – 1. miejsce, białe pasy
- Mistrzostwa São Paulo – Hammer Academy – 1. miejsce, niebieskie pasy
- Mistrzostwa São Paulo – Hammer Academy – 3. miejsce, purpurowe pasy
- 2005: Mundial Master & Senior – 3. miejsce w kat. absolutnej
- 2006: Otwarte Mistrzostwa Europy IBJJF – 1. miejsce w kat. -85 kg (Lizbona)[13]
- 2006: Otwarte Mistrzostwa Europy IBJJF – 1. miejsce w kat. otwartej (Lizbona)
- 2007: Otwarte Mistrzostwa Europy IBJJF – 2. miejsce w kat. -94 kg – czarne pasy (Lizbona)[14]
- 2007: Otwarte Mistrzostwa Europy IBJJF – 2. miejsce w kat. otwartej, czarne pasy (Lizbona)
- 2007: Puchar Szwajcarii w brazylijskim jiu-jitsu – 1. miejsce w kat. +75 kg, seniorzy
- 2008: Otwarte Mistrzostwa Europy IBJJF – 3. miejsce w kat. -94 kg, czarne pasy (Lizbona)[15]
- 2008: Mistrzostwa Świata CBJJ – 2. miejsce w kat. 82,3 kg, czarne pasy, senior 1[16]
- 2009: Otwarte Mistrzostwa Europy IBJJF – 3. miejsce w kat. do 82,3 kg, czarne pasy, senior 1 (Lizbona)[17]
- 2009: Otwarte Mistrzostwa Europy IBJJF – 3. miejsce w kat. otwartej, czarne pasy, senior 1 (Lizbona)
- 2009: Otwarte Mistrzostwa Europy IBJJF – 2. miejsce w kat. od 76 kg, czarne pasy (national team match) (Lizbona)
- 2009: Mistrzostwa Świata NAGA – 1. miejsce w kat. do 81 kg, czarne pasy, master[18]
- 2009: Mistrzostwa Świata NAGA – 1. miejsce w kat. do 77 kg, czarne pasy, no-gi, master
- 2009: I Mistrzostwa Europy CBJJE w jiu-jitsu – 1. miejsce w kat. do 82,3 kg, czarne pasy, senior (Morges)
- 2009: I Mistrzostwa Europy CBJJE w jiu-jitsu – 2. miejsce w kat. otwartej, czarne pasy, seniorzy (Morges)
- 2010: Mistrzostwa Europy FHJJS w jiu-jitsu – 1.miejsce w kat. do 82,3 kg, czarne pasy, dorośli (Genewa)[19]
- 2010: Mistrzostwa Europy FHJJS w jiu-jitsu – 2. miejsce w kat. otwartej, czarne pasy, dorośli (Genewa)
- 2012: Otwarte Mistrzostwa Europy IBJJF – 1. miejsce w kat. ciężkiej (Lizbona)[20]
- 2012: Mistrzostwa Świata NAGA – 1. miejsce w kat. półciężkiej no-gi, 1. miejsce w kat. cruiser (master), 1. miejsce w kat. cruiser (directors) oraz 2. miejsce cruiser czarne pasy, (New Jersey)[21]
- 2013: Mistrzostwa Panamerykańskie No-Gi IBJJF – 1. miejsce w kat. ciężkiej, seniorzy (Nowy Jork)[22]
- 2014: Mistrzostwa Panamerykańskie No-Gi IBJJF – 1. miejsce w kat. superciężkiej, master (Nowy Jork)[23]
- 2015: Otwarte Mistrzostwa Europy IBJJF – 1. miejsce w kat. ciężkiej oraz otwartej, master (Lizbona)
- 2015: Otwarte Międzynarodowe Mistrzostwa IBJJF w jiu-jitsu – 1. miejsce w kat. 94 kg, 91,5 kg oraz dwukrotnie w absolutnej, master (Rzym)[24]
- 2015: Mistrzostwa Panamerykańskie No-Gi IBJJF – 1. miejsce w kat. superciężkiej oraz otwartej, master[25]
- 2016: Mistrzostwa Świata NAGA – 1. miejsce w trzech kategoriach[26]
- 2016: Mistrzostwa NAGA Orlando – 1. miejsce w wadze średniej, no gi, directors (Orlando)[27]
- 2016: Mistrzostwa NAGA w Orlando – 1. miejsce w wadze junior ciężkiej, no gi, directors (Orlando)
- 2016: Mistrzostwa Panamerykańskie No-Gi IBJJF – 1. miejsce w kat. półciężkiej oraz otwartej, master (Nowy Jork)[28]
- 2017: Otwarte Mistrzostwa Europy IBJJF – 3. miejsce w kat. średniej oraz 2. miejsce w kat. otwartej, master 4 (Odivelas)[29]

## Lista zawodowych walk w MMA
| Wynik     | Bilans | Przeciwnik (bilans przed walką) | Rozstrzygnięcie                        | Runda | Czas  | Rozgrywki                                                   | Data       | Miejsce     | Uwagi                      |
| --------- | ------ | ------------------------------- | -------------------------------------- | ----- | ----- | ----------------------------------------------------------- | ---------- | ----------- | -------------------------- |
| Wygrana   | 11-5   | Dawid Potoczny (0-1)            | Poddanie (americana)                   | 1     | 2:22  | Imperium Arena: Fijaka vs. Ostrowski                        | 08.12.2013 | Szczecin    | Debiut w wadze średniej    |
| Przegrana | 10-5   | Marcin Grześkowiak (0-0)        | TKO (kontuzja ramienia)                | 1     | 1:40  | IFC: Winner's Punch                                         | 19.11.2010 | Bydgoszcz   |                            |
| Przegrana | 10-4   | Gregor Gracie (2-1)             | Poddanie (duszenie zza pleców)         | 1     | 2:13  | BCFC: Gracie vs Linke                                       | 02.10.2010 | Newark      | Powrót do wagi półśredniej |
| Wygrana   | 10-3   | Łukasz Baran (0-1)              | TKO (ciosy pięściami)                  | 1     | 1:25  | IFC - Tsunami Tournament 1                                  | 19.03.2010 | Debrzno     | Walka w wadze lekkiej      |
| Wygrana   | 9-3    | Łukasz Baran (0-0)              | Poddanie (duszenie trójkątne w stójce) | 1     | 0:20  | Bushido 6                                                   | 08.01.2010 | Szczecin    | Walka w wadze lekkiej      |
| Przegrana | 8-3    | Piotr Sulecki (0-0)             | TKO (przerwanie przez narożnik)        | 1     | 1:30  | Iron Fist                                                   | 26.09.2009 | Szczecin    | Limit umowny do 75,3 kg    |
| Wygrana   | 8-2    | Tomasz Mącior (0-1)             | Poddanie (duszenie trójkątne rękoma)   | 1     | 2:09  | Warriors Extreme Fighting                                   | 27.06.2008 | Piła        | Debiut w wadze lekkiej     |
| Wygrana   | 7-2    | Łukasz Ptaszyński (0-2)         | Poddanie (duszenie trójkątne rękoma)   | 1     | 3:32  | Bushido 5                                                   | 14.12.2007 | Szczecin    |                            |
| Wygrana   | 6-2    | Sławomir Zakrzewski (0-3)       | Poddanie (duszenie trójkątne rękoma)   | 1     | 1:43  | Bushido 3                                                   | 25.02.2006 | Szczecin    |                            |
| Wygrana   | 5-2    | Donat Ignatowicz (0-1)          | Poddanie (kimura)                      | 1     | 1:18  | Bushido 2                                                   | 26.02.2005 | Szczecin    |                            |
| Wygrana   | 4-2    | Donat Ignatowicz (0-0)          | Poddanie (duszenie zza pleców)         | 1     | 2:34  | Bushido 1                                                   | 07.03.2004 | Szczecin    |                            |
| Przegrana | 3-2    | Andrzej Kulik (0-1)             | KO (stompy i ciosy pięściami)          | 1     | 0:15  | Berserkers Arena 2                                          | 11.01.2004 | Szczecin    |                            |
| Przegrana | 3-1    | Rodrigo Durok Asmus (0-0)       | Poddanie (duszenie gilotynowe)         | 1     | 4:35  | Brazil Super Fight                                          | 19.09.2003 | Alegre      |                            |
| Wygrana   | 3-0    | Damian Grabowski (0-0)          | Poddanie (duszenie zza pleców)         | 1     | 1:36  | Berserkers Arena 1                                          | 06.06.2003 | Szczecin    |                            |
| Wygrana   | 2-0    | Dariusz Bres (0-0)              | Poddanie (americana)                   | 1     | 1:23  | Polish All-Style Karate Organization - Japanese Gala        | 01.05.2003 | Siemiatycze |                            |
| Wygrana   | 1-0    | Sławomir Zakrzewski (0-0)       | Poddanie (duszenie trójkątne)          | 1     | 24:00 | 13 International Boxing Tournament - Pomeranian Griffin Cup | 14.12.2001 | Szczecin    | Debiut w MMA               |